# Ted Wilde
Pour les articles homonymes, voir Wilde.
Ted Wilde est un réalisateur américain, né à New York le 16 décembre 1889, et mort à Los Angeles d'un accident vasculaire cérébral le 17 décembre 1929, soit le lendemain de son 40e anniversaire.

## Filmographie
- 1924 : Battling Orioles
- 1924 : Ça t'la coupe (Girl Shy) (scénario)
- 1925 : Vive le sport ! (The Freshman) de Fred C. Newmeyer et Sam Taylor (scénario)
- 1924 : The Goofy Age
- 1925 : The Haunted Honeymoon
- 1926 : Pour l'amour du ciel de Sam Taylor (scénario)
- 1925 : A Sailor Papa
- 1927 : Le Petit Frère (The Kid Brother) (réalisation et scénario)
- 1927 : Babe Comes Home
- 1928 : En vitesse (Speedy)
- 1930 : Loose Ankles
- 1930 : Clancy in Wall Street